# Johan Gottfried August Eickhoff
Johan Gottfried August Eickhoff (født 4. marts 1809 i Wittenföhrde i Mecklenburg-Schwerin, død 30. maj 1875 i København) var en dansk maskinfabrikant.
Han var født i Mecklenburg, men faderen, der var landmand, flyttede snart efter til Lauenburg, og sønnen kom i smedelære i Mölln. Efter 4 hårde læreår blev han svend 1828, tog nu ranselen på ryggen, og 1829 kom han til København, hvor han fik arbejde hos forskellige mekanikere, og desuden arbejdede tre år på Frederiksværk. Hos klejnsmed J.H. Hüttemeier var han i 1836 med til at bygge den første hurtigpresse, der blev bygget her i landet – den første hurtigpresse var kommet hertil allerede i 1825 (Adresseavisens trykkeri) –, og dette arbejde fik betydning for hans liv. 1847 udførte han som mesterstykke en hurtigpresse til Bianco Luno. Eickhoff var på dette tidspunkt værkfører ved Mogensens Enkes Maskinfabrik på Christianshavn og sad som ubemidlet familiefar med fem børn i trange kår uden udsigter til at kunne etablere sig selvstændigt. Men med opbakning fra andre og med økonomisk hjælp fra tøjfabrikant I. Salmonsen samt et rentefrit lån på 250 rigsdaler fra understøttelsesselskabet Borgervennen af 1788 etablerede han 4. maj 1848 et lille værksted i en kælder i mellembygningen til ejendommen nr. 31 i Nyhavn efter i april at have fået bevilling til i København at anlægge og drive et værksted til forfærdigelse af alle slags mekaniske arbejder og maskiner. Han lagde sig særlig efter hurtigpresser og andre til bogtrykkeri, stentrykkeri og bogbinderi hørende maskiner og grundlagde herved et for vor udvikling betydningsfuldt etablissement.
Han kom især til at sætte sit præg på udviklingen af hurtigpressen, på hvilken han udtog flere patenter. Virksomheden udvidedes flere gange og flyttedes 1865 til Vesterbrogade 97, hvor den udviklede sig til en af landets største virksomheder i branchen. Fra begyndelsen af 1850'erne eksporterede Eickhoff trykkerimaskiner til de øvrige nordiske lande og senere til store dele af Europa, ligesom han vandt international anerkendelse på industriudstillinger i ind- og udland
Efter hans død, der indtraf 30. maj 1875, blev det fortsat af hans sønner Frederik Gottfried Leonhard Eickhoff (1842-1925), der var blevet medindehaver 1873 og fra 1885 optog broderen Johann Wilhelm Heinrich Eickhoff (1847-1934) som kompagnon, og virksomheden fortsatte også efter deres tilbagetræden 1916 i familiens eje, ledet af maskinfabrikant, civilingeniør Johan Gudfred August Eickhoff (1872-1961), der var far til Gottfred Eickhoff.
30. juli 1837 ægtede han Johanne Marie Grønbeck, datter af skibsbygger og kvartermand i Marinen Jacob Grønbeck.
Han er begravet på Assistens Kirkegård.
Der findes et portrætmaleri af J.M. Jensen ca. 1855. Buste. Xylografi efter foto 1875.